# Al-Mahaní
Al-Mahaní (persa: مُحمَّد بن عیسی ماهانی)  (Mahan, c. 820 - Bagdad, c. 880), de nom complet Abu-Abd-Al·lah Muhàmmad ibn Issa ibn Àhmad Al-Mahaní, va ser un matemàtic i astrònom persa del segle ix. Res es coneix de la seva vida i molt poques de les seves obres es conserven.
Ibn Yunus, en les seves taules astronòmiques de l'any 1007, diu haver utilitzat les observacions d'Al-Mahaní i el reconeix com un gran astrònom que va predir tres eclipsis de Lluna amb una diferència de mitja hora.
Ibn an-Nadim el cita diverses vegades en el seu catàleg (Kitab al-Fíhrist) d'obres àrabs, però només en cita obres de geometria i d'àlgebra. En aquest darrer apartat va ser conegut en la seva època per haver intentat resoldre el problema d'Arquímedes (De sphaera et Cylindro, II,4) de tallar una esfera amb un pla de tal forma que les dues parts tinguin una proporció donada. Aquest problema condueix a una equació cúbica: {\displaystyle x^{3}+a=cx^{2}} que no va poder resoldre. Aquesta equació va ser coneguda des d'aleshores com l'equació d'Al-Mahani i no va ser resolta fins dos-cents anys més tard per Omar Khayyam dient que Al-Mahaní va ser el primer a formular-la.
També se sap per altres referències que va reescriure una traducció de Les Esfèriques de Menelau d'Alexandria.